# Коктюльське сільське поселення
Коктю́льське сільське поселення (рос. Коктюльское сельское поселение) — муніципальне утворення у складі Ялуторовського району Тюменської області, Росія.
Адміністративний центр — село Коктюль.

## Населення
Населення — 587 осіб (2020; 626 у 2018, 668 у 2010, 755 у 2002).

## Склад
До складу поселення входять такі населені пункти:
| Населений пункт  | Населення, осіб (2002) | Населення, осіб (2010) |
| ---------------- | ---------------------- | ---------------------- |
| Каньга, присілок | 158                    | 135                    |
| Коктюль, село    | 597                    | 533                    |